# Onesícrito de Astipaleia
Onesícrito de Astipalea (em grego:  Ὀνησίκριτος), c. 360 – c. 290, um escritor histórico grego, que acompanhou Alexandre em suas campanhas na Ásia. Ele alegou ter sido o comandante da frota de Alexandre, mas era na verdade apenas um timoneiro; Arriano e Nearco frequentemente o criticaram por isso. Quando voltou para casa, escreveu uma história das campanhas de Alexandre. Onesícrito é frequentemente citado pelos autores posteriores, que também o critica por suas imprecisões.

## Vida
Onesícrito era nativo de Astipaleia, e foi provavelmente em sua terra e origem que adquiriu o conhecimento náutico que lhe foi tão útil. Ele era um discípulo do filósofo cínico Diógenes de Sínope. Diógenes Laércio também o chama eventualmente de "Onesícrito de Égina" e diz que ele viera a Atena porque seus dois filhos Andróstenes Filisco de Égina eram atraídos pela filosofia cínica de Diógenes de modo que Onesícrito tornou-se um ávido discípulo. Deste modo, ele já teria idade avançada quando juntou-se à expedição de Alexandre.[carece de fontes?]

## Obras
Segundo Diógenes Laércio Onesícrito que escreveu uma obra sobre Alexander chamado Como Alexandre foi educado(em grego:  Πῶς Ἀλέξανδρος Ἤχθη), imitando o estilo de Xenofonte, embora um pouco abaixo de uma cópia do original.